# Wolfgang Petrick

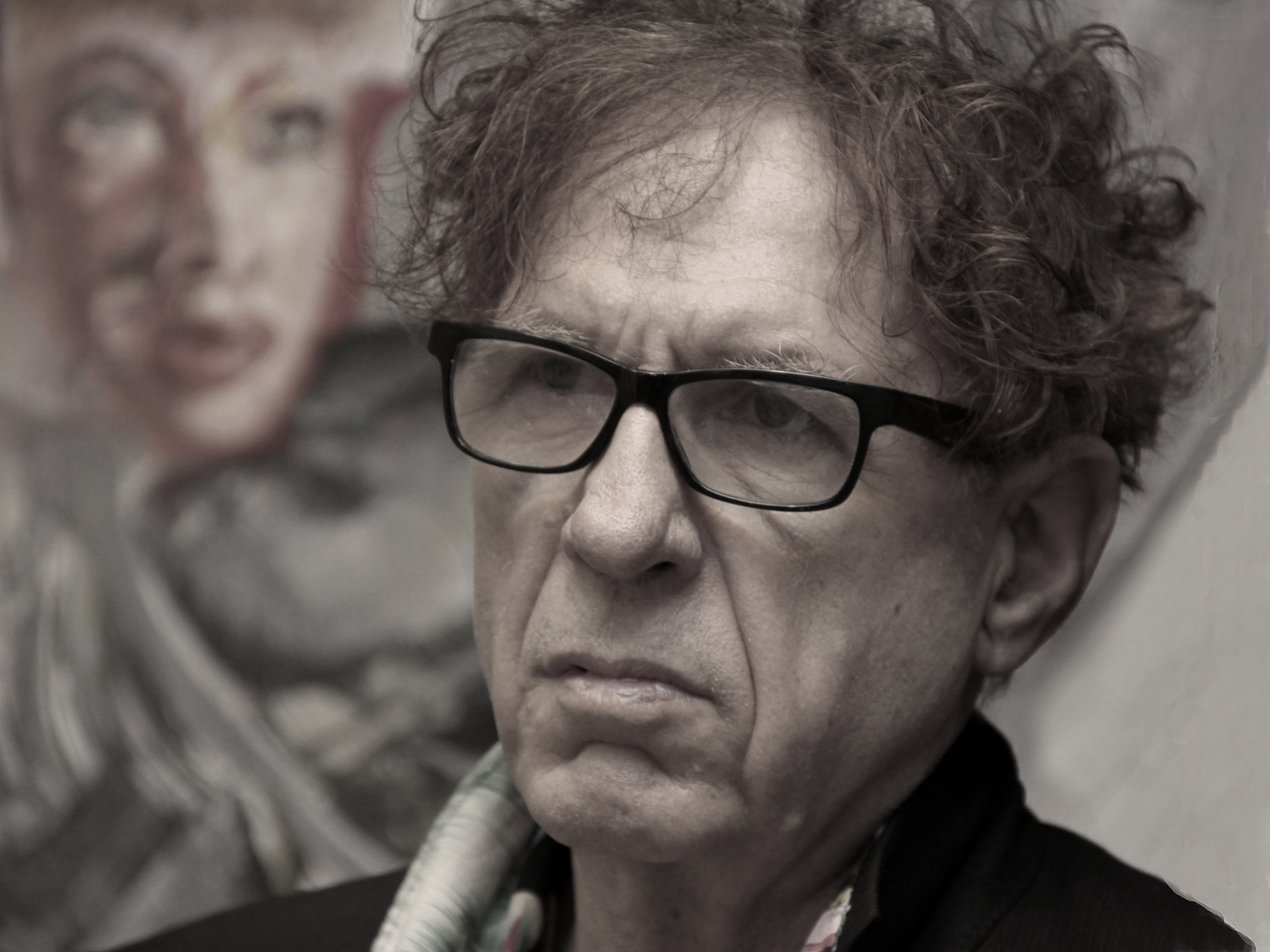
Wolfgang Petrick (2015)

Wolfgang Petrick (* 12. Januar 1939 in Berlin) ist ein deutscher Maler, Grafiker und Bildhauer. Von 1975 bis 2007 war er Professor für Bildende Kunst an der Hochschule der Künste Berlin, inzwischen UdK.
Wolfgang Petricks Werk spiegelt den in den 1960er Jahren erneuerten Kritischen Realismus und aktualisiert ihn mittels dystopischer Bildmotive und Installationen.

## Leben und Werdegang
Wolfgang Petrick malte und zeichnete bereits, als er die Grundschule in Ludwigsfelde besuchte. In seiner Kindheit baute er Terrarien aus zerbrochenem Flachglas und Käfige für Mäuse, die seine Mutter an Berliner Tierhandlungen verkaufte. Er erlebte er die Bombardements der Anti-Hitler-Koalition auf das Flugmotorenwerk Genshagen mit den Zwangsarbeitern aus dem KZ-Außenlager Daimler-Benz Genshagen, und er beobachtete den Nachbarn, der als SS-Mann mit seinem Schäferhund die KZ-Häftlinge in ihrer gestreiften Kleidung dazu antrieb, Panzersperren zu errichten. Diese frühen Erlebnisse, so Petrick im Rückblick, hätten sich prägend auf seine gesamte Arbeit ausgewirkt.
1951 zog Petrick mit seinen Eltern nach West-Berlin und absolvierte das Ulrich-von-Hutten-Gymnasium in Lichtenrade. Als Jugendlicher erlebte er das zerstörte Berlin und die Anspannungen des Kalten Kriegs.
Ab 1958 studierte Petrick Biologie an der FU Berlin, wechselte aber an die Hochschule für bildende Künste (heute UdK) in Charlottenburg. Als figürlich orientierter Maler musste er sich Anfang der 1960er Jahre zunächst emanzipieren: „von dieser offiziellen Ideologie der Abstrakten Kunst, […] Figur war nicht angesagt,“ beschreibt er seine Hinwendung zur Kunst der Neuen Figuration. Petrick studierte bei den Professoren Mac Zimmermann, einem Vertreter des deutschen Surrealismus, und beim Bauhäusler Fritz Kuhr; als Meisterschüler von Werner Volkert schloss er 1965 die Ausbildung ab.

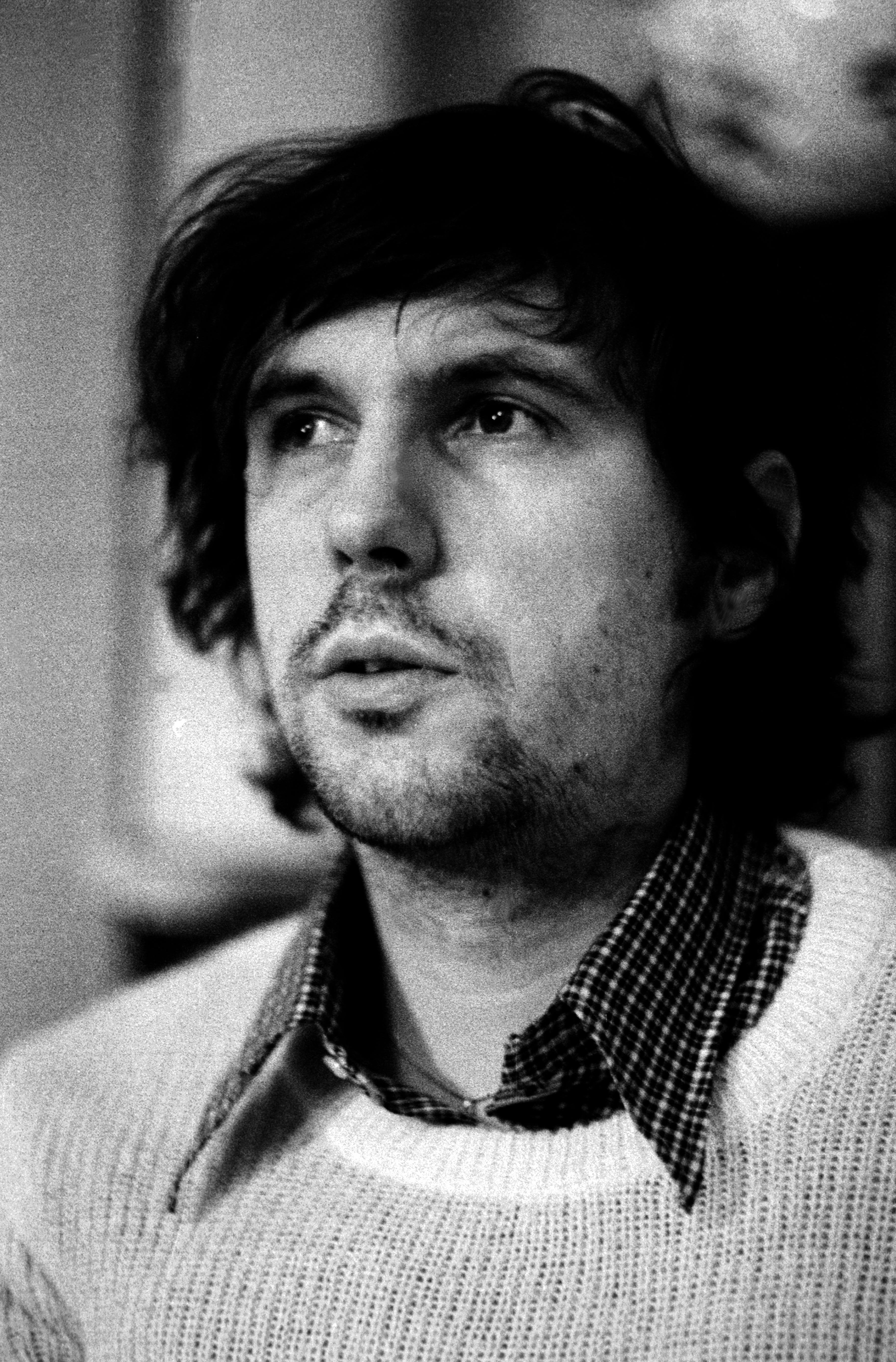
Wolfgang Petrick (1975)

 Gegen die etablierten Vermarktungsstrategien des Kunsthandels gründete Petrick am Ende des Studiums zusammen mit 15 Künstlern wie u. a. Hans-Jürgen Diehl, Karl Horst Hödicke, Markus Lüpertz und Peter Sorge eine der ersten unabhängigen Produzentengalerien Deutschlands: die Großgörschen 35. 1972 und in Abgrenzung zu den US-amerikanischen Foto- und Hyperrealisten, manifestierte er, wiederum zusammen mit Baehr, Diehl und Sorge sowie sieben weiteren Künstlern die Kunst des Kritischen Realismus in der Gruppe Aspekt. Nach sechs Jahren distanzierte er sich von der Gruppe und entwickelte Bildwelten, die auch erinnern „an die Höllenszenen der Klassiker Bosch, Breughel (vergl. Der Triumph des Todes) und Grünewald mit dem entscheidenden Unterschied, dass es heute nicht um Grauen und Qualen geht, die von außen stehenden Kräfte und mythischen bösen Mächten verursacht werden, sondern um Verletzungen, die sich der Mensch mittels seiner eigenen Zivilisation selbst zufügt.“ Antiutopien einer nahen Zukunft als mehrschichtige Assemblagen und mutierte, lebensgroße Figuren, die Petrick zum Teil in Glasschaukästen sperrt.
Seit 1993 ist Wolfgang Petrick Mitglied der Akademie der Künste Berlin. Neben der Lehrtätigkeit an der HdK (UdK) arbeitete er an eigenen Werken und war 1978 Teil der fotografischen Reihe Künstler in ihrem Atelier von Erika Kiffl; ihre Fotografie wird u. a. vom Museum für Kunst und Gewerbe Hamburg präsentiert.
Ab 1994 nutzte Petrick die vorlesungsfreien Zeiten zur Arbeit in seinem Williamsburger Atelier in New York City. Die Brooklyner Adresse wurde Anlaufstelle für internationale Künstlerfreunde wie u. a. Jim Dine, James Kalm alias Loren Munk, für einige seiner Berliner Studenten wie Kerstin Roolfs, und für Sammler wie Arne Glimcher, Robert Cohen, Dirk Geuer. Aber von dort wurde Petrick auch Zeuge des Einsturzes der Zwillingstürme des World Trade Centers am 11. September 2001. Fünf Jahre später entstand hierzu seine Arbeit Große Zelle: „Da biegt sich ein Feuerwehrlöschzug gegen die Gesetze der Perspektive um die Ecke, da löst sich ruppige Malerei auf in feine Striche, Farbe in Schwarz-Weiß, “ beschreibt die Kunstkritikerin Simone Reber das Bild im Tagesspiegel.

## Künstlerisches Wirken
Von der in den 50er Jahren in den USA und England entstandenen Pop-Art-Bewegung wandte sich Wolfgang Petrick radikal ab. Vor dem Hintergrund seiner persönlichen Erfahrungen in einer von Krieg überzogenen und weiterhin davon bedrohten Welt erschien sie ihm künstlerisch als nicht zielführend.
Stattdessen experimentierte er mit Vorbildern wie Richard Lindner, doch empfand Petrick das Grelle und Plakative der amerikanischen Werbekunst als zu dominant. Vielmehr hätten ihn Arbeiten von Jean Dubuffet, dem Vertreter der Art brut, und die Malerei von James Ensor, einem Grenzgänger des Expressionismus, Surrealismus, und sein Symbolismus beeinflusst: „Eine Retrospektive über ihn war mein Erweckungserlebnis“, sagte Petrick in Erinnerung an den belgischen Maler der Masken. „In den 1960er Jahren habe es eine regelrechte Aufbruchsstimmung gegeben.“
In seinen Ausdrucksformen ist Wolfgang Petrick den Theorien der Neuen Sachlichkeit, dem Symbolismus Carl Gustav Jungs und Impulsen aus der Art brut verbunden. Dazu beschäftigte er sich mit einer der umfangreichsten Sammlungen der Kunst von psychisch Kranken, der Sammlung Prinzhorn. Die Bedeutung Petricks Arbeit wurde 2011 mit seiner Teilnahme an der Ausstellung Von Kirchner bis heute. Künstler reagieren auf die Sammlung Prinzhorn gewürdigt.
Weiteren künstlerische Einflüsse, die Abgrenzung als Kritischer Realist gegenüber anderen Formen des Realismus, erklärte Petrick 2004 anlässlich eines Interviews in New York City: „die Neue Sachlichkeit, die in gewisser Weise Teil des Dadaismus war – oder andere [Künstler] wie Grosz, Dix und vielleicht Beckmann.“ Außerhalb Berlins gab es unterschiedliche  Formen von Realismus, die sich als Reaktion auf die Abstraktion manifestierten: „der Nouveau Réalisme in Paris, der Kapitalistische Realismus von Gerhard Richter und der Düsseldorfer Szene, sowie der Fotorealismus in Kalifornien. Die Kritischen Realisten unterschieden sich von diesen Formen des Realismus durch ihre Skepsis gegenüber kulturellem Überfluss und der Entmenschlichungstendenz der Konsumkultur.“
Für den Ausdruck der Gesichter in seinen Bildern wählte Wolfgang Petrick zunächst eine Vorlage, „die an Realismus nicht zu überbieten ist – den Atlas für gerichtliche Medizin von Otto Prokop, 1963 veröffentlicht vom VEB Verlag Volk und Gesundheit. Hier findet er Fotos von Erschlagenen, Erstochenen, Erschossenen. Die seltsam bleichen Gesichter der Toten mit ihren starr geöffneten Augen überleben in seiner Malerei.“ In Petricks Berliner Atelier am Schlesischen Tor kamen Portraitzeichnungen von Modellen hinzu: zumeist Frauen wie aus Hochglanzmagazinen, die, so Tim Gierig 1988, als „mit seiner Gerätschaft verwachsener Mensch“ hinab in apokalyptische Welten tauchen: „Es starren Waffe und Prothese. Froschmänner und Staubsaugeramazonen betreten die Bühne.“ Der Zusammenstoß des Organischen mit dem Mechanischen provoziert als Blickfang, doch vielmehr dienen die Robotermenschen als drastische Wegweiser durch die Höllenkreise des Diesseits.

## Werk
1974 fragte Jens Christian Jensen: „Ist Petricks Kunst also zynischer Rapport, Anklage, Demaskierung mit den Mitteln der Groteske, utopischer Alptraum von einer Zukunft, in der die totale maschinenmäßige Manipulation des Menschlichen das geschundene Fleisch durch den Wolf dreht?“ Der damalige Direktor der Kunsthalle zu Kiel gibt selbst Antwort darauf: „Es ist alles dies, und es ist so, wie man in der erbarmungslosen Verzerrung des Todes die Macht des Humanen beschwört. Und so mag Petricks Werk das bewirken, was jede Kunst bewirken möchte: Veränderung.“
Eberhard Roters, Gründungsdirektor der Berlinischen Galerie ging 1977 auf Petricks Installationen ein: „Der Verrottungsvorgang ist das Darstellungsprinzip, das die Arbeit Petricks in ihrer Wirkung bestimmt. Selten vorher ist Verrottung mit solcher Eindringlichkeit künstlerisch durchgeformt worden. Im Dickicht der Städte ist Petrick ins Unterholz gekrochen.“ Zudem wies der Museumskurator auf Petricks besondere Symbolik des gesellschaftlichen Zerfalls hin: „der verletzte Mensch, die verletzte menschliche Gestalt, das verletzte Menschenbild. Es geht dabei um die Verletzungen, die sich der Mensch selbst zufügt, durch die Erfindungen seiner eigenen Zivilisation.“ Der Kunstkritiker Heinz Ohff formuliert dazu: „Wolfgang Petricks Bilder schreien nicht. […] Die Bilder spiegeln das Entsetzen, das zurückbleibt, wenn es nach dem Schrei wieder still geworden ist.“
Alexander Tolnay, bis 2008 Direktor des Neuen Berliner Kunstvereins, verweist auf die Vielschichtigkeit in der Wirkung von Petricks Arbeiten: „Obwohl in seinen intensiven Bildern so vieles laut wird, was beunruhigt – Globalisierung, Asyl, Gentechnik, ökonomische Krisen, Disziplinierung von Geist und Körper, Selbstoptimierung, Hoffnungen, Sehnsüchte, Ängste, Einschläge, Verfall – folgt man ihnen nur ganz, wenn man versteht, dass in allem Ungenießbaren, Unbehaglichen ein eigentümlicher Reiz liegt“, eine, so wie Petrick selbst formuliert: „Poesie der rätselhaften Dinge, die die Erinnerung an etwas bewahren, das einmal eine Bedeutung für die Menschen hatte.“
Jürgen Schilling, Kunsthistoriker und ehemaliger Direktor der Deutschen Akademie Villa Massimo, blickt auf das bis 2006 entstandene Werk: „Wolfgang Petricks Arbeit war nie gültig einzuordnen; alle Versuche, ihn aktuellen Gruppierungen zuzuordnen, mussten fehlschlagen. Seine jüngsten Werke belegen, dass er, von ästhetischer Neugier geleitet, unentwegt an neuartigen Konzepten arbeitet, um seine autonome Kunst fortzuentwickeln.“
Über Petricks Ausstellung in der Sara Asperger Gallery 2009, in der auch Werke seiner Aufarbeitung zu 9/11 präsentiert wurden, schrieb Jens Pepper im Tagesspiegel unter dem Titel Göttin der Feuerwehrmänner: „Es sind apokalyptisch anmutende Visionen einer im Umbruch oder im Zerfall begriffenen Gesellschaft. Schnappschüsse aus New York, am Computer bearbeitet und ausgedruckt, dienten als Grundlage für klassisch gezeichnete räumliche Strukturen, Graffitielemente und Figuren, die die ursprünglichen Motive überlagern und verdichten. […] ein außergewöhnlicher Zeichner, Maler, Bildhauer und Grafiker, der seine Vorstellungen und Auseinandersetzung mit Gegenwart bildgewaltig zu inszenieren versteht. Dabei ist er stilistisch bis heute völlig unabhängig von Moden geblieben, was ihn zu einem der spannendsten Künstler seiner Generation in Deutschland macht.“
In Petricks Skulpturen, seinen verzerrenden Anamorphosen, nehmen New Yorker Feuerwehrautos des 11. Septembers Tempo auf, rasen im Kreis der verspiegelten Zylinder, zeigen ihren Einsatz in apokalyptischen Karussellen. Go(o)d Speed titelt Petrick, wenn sich Perspektiven auflösen, sie sich nur im einzig gewollten Blickwinkel formieren. Simone Reber schrieb 2017 über die gleichnamige Ausstellung im Haus Liebermann über die mit Verzerrungen und Deformationen aufgeladenen Bildwelten unter dem Titel Mensch Zombie: „zum Beispiel Adam und Eva. Bei Wolfgang Petrick sind sie Wiedergänger mit zagem Leichenlächeln. Ausgerüstet mit Brustpanzer und Colt haben sie schon lange ihre Unschuld verloren. Petricks Bilder entstehen in Schichten. Er fotografiert, zeichnet, malt, scannt das Zwischenergebnis, bearbeitet es weiter, zerschneidet die Leinwand, flickt sie, montiert Objekte hinein, bis die Kreativität von der Zerstörung verschlungen ist.“
Die Aggression der von den Folgen des Zweiten Weltkriegs, des Vietnamkriegs, bis von den Kriegen im zerfallenen Jugoslawien geprägten Zeit, konserviert sich bis heute in Petricks Montagen: Injektionsspritzen und Friseurhauben, Tauchmaske, Panzerwesten, Peacemaker der Marke Colt Defense getragen von Chimären, von Amazonen, auf Schlachtfeldern und mit den Köpfen der Feinde an ihren Hüften. „Gasmasken, Stiefel, Gewehre und chirurgisches Besteck sind Objekte, die immer wieder in seinem Werk auftauchen und als reale Gegenstände ihren Weg in seine Skulpturen gefunden haben,“ so der Kulturjournalist Matthias Reichelt für Nd.
Im Mai 2022, anlässlich der Retrospektive zu über sechs Jahrzehnten Schaffenszeit, befragte Rik Reinking als Kunstsammler wie Kurator die Aktualität dieser Arbeiten in Zeiten von Pandemie, Ukraine-Krieg und drohender Rohstoffknappheit. Er verwies auf die Verwerfungen, denen die Gesellschaft erneut ausgesetzt ist. Arne Rautenberg schrieb über die umfangreiche Ausstellung im Reinbeker Wood Art Institute unter dem Titel Häutungen und Leidbilder – Eine Annäherung an das Werk von Wolfgang Petrick: Da gibt ́es „kein Chichi, kein Wischi-waschi, kein Heiti-teiti – hier wird allem Unheil ins Auge geschaut. Mit zeichnerischer Gabe wird Gegenwart röntgenesk durchdrungen – die Abgründe des menschlichen Triumphs und Versagens werden sichtbar: der Mensch in seiner Skizzenhaftigkeit, ja Flüchtigkeit. Traue keiner Idylle, nie!“ Unter der Überschrift Die Rätsel des Lebendigen kommentierte der ehemalige Präsident der Akademie der Bildenden Künste Nürnberg, Karlheinz Lüdeking die über 250 Exponate umfassende Ausstellung: „In den Chroniken der neueren Kunst wird Wolfgang Petrick zumeist unter der Rubrik des „kritischen Realismus“ geführt. […] Unter dem Begriff Realismus lässt sich bekanntlich auch vieles andere versammeln, wobei aber heute, in Anbetracht der Bilder aus der Ukraine, vor allem der sogenannte neorealismo des italienischen Nachkriegsfilms eine erneute Beachtung verdient. In Roberto Rossellinis Film Germania Anno Zero wandert ein Junge im Alter von etwa zwölf Jahren durch die Ruinen Berlins, bis er schließlich vom vierten Stock eines zerbombten Mietshauses in den Tod springt. […] Vor dem Hintergrund der Kriegserfahrung erscheint Petricks Werk in einem neuen Licht. Man sieht darin plötzlich eine fortwährende Auseinandersetzung mit dem Gegensatz zwischen dem Lebendigen und dem Toten, […] wie sich menschliche, tierische, pflanzliche Körper in allen möglichen hybriden Verbindungen auf der Fläche vereinen und bekämpfen, wobei es unablässig zu Verletzungen und Verwundungen kommt, aber auch zu Metamorphosen, Mutationen und Metastasen, die in den Raum ausgreifen. Fiktive Gestalten wollen aus den Vitrinen, in denen sie eingesperrt sind, entrinnen, um in die Welt vorzudringen, in der wir selbst uns eingerichtet haben. Die lautlose Unerbittlichkeit, mit der sich die Wucherungen des Lebens behaupten, dominiert schon auf der molekularen Ebene, wo sich Fäden und Fasern und Sehnen und Adern in Gespinsten verbinden, in Fettgewebe, Epidermis, Behaarung.“
Petrick selbst wolle dem Betrachter „einen Zustand von Veränderung und Deformation vor Augen führen“, wolle poetische, aber auch „ungenießbare Bilder und Installationen“ schaffen, die nicht einfach zu konsumieren sind. „Der Sammler Harald Falckenberg hat einmal gesagt, wir hätten den Krieg alle noch in uns“, zitiert ihn Petrick: „Mein Spielzeug waren ausgebrannte Panzerfäuste, verrostete Messer und so ein Zeug“, erzählt er von seiner Kindheit. „Solche Bilder habe ich mit Wut gemacht, das hatte auch etwas Befreiendes“, stellt er rückblickend fest, und seit dem Angriff Russlands auf die Ukraine träume er erneut vom Krieg.
Albtraumhafte Überblendungen und Kombinationen spielen in Petricks Szenarien eine zentrale Rolle. „Mein Leben ist immer in so ganz komischen Überlagerungen verlaufen. Und so male ich auch.“
Konzentriert sich Petricks Schaffen auf Malerei, Zeichnung, und Druckgrafik, verwendet er für seine Skulpturen auch eigene Fotografien. Er bearbeitet sie über Kopierer, mittels Projektion oder Scanner, fügt ihre Metamorphosen zu Collagen zusammen oder direkt in seine Objekte ein. Er hört dazu Musiken der Neuen Deutschen Härte und späte Werke Beethovens: „Unsere Existenz ist nicht mehr linear“, sagt Petrick.
Gelegentlich erscheinen Zeichnungen, Radierungen von Petrick als Illustration in Büchern: für Bora Ćosić in Alaska! Gedichte für Lida, für Hans Christoph Buch in Monrovia, mon amour – eine Reise ins Herz der Finsternis. 1973 und 1974 arbeitete er als Bühnenbildner am Berliner Forum-Theater für die Inszenierung Trotzki in Coyoacán und zu Texten von August Stramm.
Wolfgang Petrick lebt und arbeitet in Berlin, noch bis 2016 auch in seinem New Yorker Atelier. Mit der Künstlerin Helma († 2025) war er seit 1964 verheiratet; das Paar hatte eine gemeinsame Tochter: die Kinder- und Jugendbuchautorin Nina Petrick.

## Ausstellungen (Auswahl)

### Einzelausstellungen
- 2022/23 Retrospektive Wolfgang Petrick – Woods Art Institut, Reinbek
- 2017 Go(o)d Speed – Haus Liebermann, Berlin
- 2016 Wunderspiegel – Interventionen – Raum für junge Kunst, Herzog Anton Ulrich-Museum, Braunschweig
- 2016 Protection – Kunstverein Buchholz/Nordheide
- 2016 Broken Home – Carpentier Galerie Berlin (mit Roger Ballen)
- 2013 Turbulence – Galerie Geuer und Breckner, Düsseldorf
- 2013 Ludwig in Leipzig V – Museum der bildenden Künste Leipzig
- 2013 Turbulence – Galerie der Stadt Sindelfingen
- 2012 Alpha – Geuer und Breckner Galerie, Düsseldorf
- 2012 Turbulence – Dominikanerkirche, Osnabrück
- 2012 Turbulence – Kunsthalle Dominikanerkirche, Osnabrück
- 2010/11 P(R)unk – Sammlung Falckenberg, Phoenix-Hallen, Hamburg-Harburg
- 2010 Uwe Lausen / Wolfgang Petrick – Sammlung Falckenberg, Deichtorhallen, Hamburg
- 2010 Wolfgang Petrick – Galerie Poll, Berlin
- 2009 Wolfgang Petrick – Sara Asperger Gallery, Berlin
- 2008 Mutatio – Sara Asperger Gallery, Berlin
- 2008 Wolfgang Petrick Grafika – Galeria Litera Prag
- 2007 Bilder und Zeichnungen 1965 bis 1987 – Galerie Eva Poll, Berlin
- 2007 Sabina Grzimek und Wolfgang Petrick – Galerie Eva Poll, Berlin
- 2006 Good Slave, Bad Master – Galerie Michael Schultz, Berlin
- 2004 Endmoräne II – Pepperprojects, Berlin
- 2004 Nestbau – Klostergalerie Zehdenick, Akademie der Künste
- 2003 Monrovia Mon Amour, Buch und Material – Literaturhaus Berlin (mit Hans Christoph Buch)
- 2003 Volkstanz, Mappenwerk – Druckwerkstatt, Künstlerhaus Bethanien, Berlin
- 2003 Volkstanz – Galerie Dieda, Art Bug, Bassano del Grappa, Italien
- 2002 Volkstanz – Farrel-Pollack Fine Art, New York City, USA
- 2001 Batterie 2 – Villa Haiss Museum für Zeitgenössische Kunst, Zell am Harmersbach
- 2000 Sehen und Denken 8 – Akademie der Künste, Berlin
- 1999 Malerei und Material – Haus am Lützowplatz, Berlin
- 1999 Glashaus – Galerie Inga Kondeyne, Berlin
- 1997 Galerie Inga Kondeyne, Berlin
- 1996 Tjuvkopplingar – Göteborgs Konstmuseum, Göteborg, Schweden
- 1996 Vizivárosi Galéria, Budapest, Ungarn
- 1995 Narziß – Galerie Raab, Berlin,
- 1995 Druckgrafik der 60er bis 90er Jahre – Pepper und Patzschke, Berlin
- 1994 Fest III Kunst und Gewalt – Dresden Hellerau
- 1992 Galerie Asperger, Straßburg, Frankreich
- 1990 Kampnagel in Kunsthalle Hamburg
- 1989 Sprung durch die Sonne – Villa Merkel, Galerie der Stadt Esslingen
- 1988 Galerie Gierig, Frankfurt am Main
- 1988 Galerie Niepel, Düsseldorf
- 1987 Galerie Brusberg, Berlin (mit Bernhard Heisig und Lawrence Weiner)
- 1986 Galerie Hermeyer, München
- 1986 Galerie Asperger und Bischof, Chicago, USA
- 1985 Galerie Brusberg, Berlin
- 1985 Galerie Poll, Berlin
- 1984 Galerie Hermeyer, München
- 1984 Kunstverein Pforzheim (mit Thomas Lange)
- 1983 Nassauischer Kunstverein Wiesbaden
- 1983 Galerie Niepel, Düsseldorf
- 1981 Galerie Brusberg, Hannover (mit Michael Schoenholtz)
- 1979 Neuer Berliner Kunstverein in der Staatlichen Kunsthalle, Berlin
- 1978 Galerie Poll, Berlin
- 1977 documenta 6, Kassel
- 1976 Kunsthalle zu Kiel, Kiel
- 1976 Galerie Brusberg, Hannover
- 1975 Neue Galerie / Sammlung Ludwig, Aachen
- 1975 Kunsthalle Göteborg, Schweden
- 1974 Galerie Poll, Berlin
- 1973 Galerie Brusberg, Hannover
- 1972 Galerie Poll, Berlin
- 1971 Kunstverein für die Rheinlande und Westfalen, Düsseldorf (mit Hans-Jürgen Diehl)
- 1971 Galerie Regio, Lörrach
- 1970 Galerie Brusberg, Hannover (mit Werner Berges, Hans-Jürgen Diehl, Peter Sorge)
- 1969 Galerie Niepel, Düsseldorf
- 1969 Galerie Poll, Berlin
- 1969 Haus am Waldsee, Berlin (mit Werner Berges, Hans-Jürgen Diehl, Peter Sorge)
- 1966 Galerie Tobias und Silex, Köln (mit Ulrich Baehr und Peter Sorge)
- 1964 Produzentengalerie Großgörschen 35, Berlin
- 1963 Galerie Kress, München
- 1963 Galerie Ostentor (mit Hans-Jürgen Diehl)

### Gruppenausstellungen
- 2023/24 Homo Ludens – Über das Spiel der Kunst  – Woods Art Institut, Reinbek
- 2023 Zeitgeister – Inselgalerie Berlin (u. a. mit Hans-Jürgen Diehl, Ter Hell, Mechthild Schmidt-Feist, Angela Zumpe
- 2023 Hailing frequencies open, Sir! – Uhura Basement, Berlin (u. a. mit Erik Schmidt), Markus Steinweg, Ivonne Thein)
- 2023 Wolfgang Petrick, Ulrich Reimkasten, Mathias Roloff – Galerie feinart Berlin
- 2022 Aktionale IV – Verein Berliner Künstler, Berlin (u. a. mit Herbert Achternbusch, Peter Schlangenbader, Heike Ruschmeyer)
- 2020 Träume vom Eigentlichen – Kunstsammlung Jutta und Manfred Heinrich
- 2018/19 30 Jahre Stiftung Starke – Löwenpalais, Stiftung Starke Berlin
- 2018/19 AffenTheater – Forum Kunst Rottweil
- 2018/19 Die 60er & 70er Jahre in Berlin: Albert, Kraemer, Lange, Petrick, Sorge – Poll Berlin
- 2017 Gold Geld Luxus Mensch – Kunsthaus sans titre, Potsdam
- 2017 Trespassing – Galerie affenfaust, Hamburg
- 2017 Viajando Pelo Mundo, Arte Da Alemanha – Paço Imperial, Rio de Janeiro, Brasilien
- 2016 Die Akademie der Künste, Berlin. Zu Gast in den Kunstsammlungen Chemnitz – Kunstsammlungen Chemnitz
- 2016 Zurück in die Zukunft – Kunsthalle am Hamburger Platz, Berlin
- 2016 Travelling the World, Art from Germany – Busan Museum of Art, Busan, Südkorea
- 2015 Small Faces, Large Sizes – Elgiz Museum of Contemporary Art, Istanbul, Türkei
- 2015 Die Erfolgreichen – Kunststiftung Poll, Berlin
- 2015 Crime Art – Kunstverein Wolfsburg, Wolfsburg
- 2015 Schätze aus Privatbesitz II – Pforzheim Galerie
- 2014 Weltreise – Krasnoyarsk Museum Center, Krasnoyarsk, Russland
- 2014 Beyond Melancholia, Sammlung Reinking – Museum für Völkerkunde, Hamburg
- 2014 Survivors – Löwenpalais, Stiftung Starke, Berlin
- 2014 Grossgörschen 35 – Haus am Kleistpark, Berlin
- 2014 Existenzielle Bildwelten, Sammlung Reinking – Weserburg Museum für moderne Kunst, Bremen
- 2013 Weltreise. Kunst aus Deutschland Unterwegs – Zentrum für Kunst und Medien (ZKM), Karlsruhe
- 2013 On The Road – Galerie Geuer und Breckner, Düsseldorf
- 2013 On The Road – Museum der bildenden Künste, Leipzig
- 2012 Aufbruch Realismus. Die neue Wirklichkeit im Bild nach 1968 – Kunsthalle Vogelmann, Heilbronn
- 2012 Berlin zeichnet!  – Stadtgalerie Kiel
- 2011 Kunst körperlich, Körper künstlich, Bodies – Kunsthalle Dominikanerkirche Osnabrück
- 2011 Von Kirchner bis heute. Künstler reagieren auf die Sammlung Prinzhorn – Sammlung Prinzhorn, Heidelberg
- 2011 Berlin zeichnet! – Kunstfoyer der Versicherungskammer Bayern, München
- 2011 Berlin zeichnet! – Kunsthalle Dominikanerkirche Osnabrück
- 2010 The Painting of Desaster – Lipanjepuntin Triest, Italien
- 2010 Source/Resource – Wilde Gallery, Berlin
- 2010 Breakthrough! 20 Years After German Unification – First Amendment Center, Nashville, TN – zudem The Aspen Institute, Aspen, CO – zudem Pepco's Edison Place Gallery, Washington, DC – zudem University of Texas San Antonio Art Gallery, San Antonio, TX, USA
- 2010 Berlin zeichnet! – Deutschherrenhaus, Ludwig Museum Koblenz
- 2009 20 Years After the Fall of the Wall, Critical Perspectives of Berlin Artists – Washington DC, USA
- 2009 Impressionen gegenwärtiger Kunst in Berlin – Museum für zeitgenössische Kunst Skopje, Mazedonien
- 2009 aus/gezeichnet/zeichnen – Akademie der Künste, Berlin
- 2005 Großgörschen 35 / Ein Stück West-Berlin 1964 bis 1968 – Galerie Eva Poll, Berlin
- 2005 Deep Action, Wolfgang Petrick und Meisterschüler 1975 bis 2005 – Choson University Art Museum, Gwangju, Südkorea
- 2008 Pop und die Folgen – Museum Ratingen
- 2008 Zeitsprung – Galerie Brusberg, Berlin
- 2008 Um 1968 – Galerie Poll, Berlin
- 2007 25 Jahre Brusberg Berlin – Galerie Brusberg, Berlin
- 2007 L´Homme-paysage – Villa Oppenheim, Berlin
- 2005 40 Plus / Minus Großgörschen 35 – Galerie Poll, Berlin
- 2005 Gemälde und Grafiken – Sprengel Museum Hannover
- 2005 Professorinnen und Professoren der Fakultät Bildende Kunst – Berlinische Galerie, Berlin
- 2005 Deep Action – Wolfgang Petrick und Meisterschüler 1975 bis 2005 – Georg Kolbe Museum, Berlin
- 2005 Das Biest und andere Dämonen – Sprengel Museum Hannover
- 2004 Art in Berlin 15 years after the fall of the wall – San Antonio Public Library Foundation, San Antonio, Texas, USA
- 2004 Standpunkte – Klingspor-Museum, Offenbach
- 2004 Zivilcourage – Märkisches Museum Witten
- 2003 Diffusion / primär Zeit – UdK in der Opel AG, Berlin und Rüsselsheim (u. a. mit Dieter Appelt und Alexander Kluge)
- 2003 Nine Truths – A-Space, Brooklyn, New York
- 2003 Catch me if you can – Nationale Kunstgalerie, Tirana, Albanien
- 2003 Berlin-Moskau / Moskau-Berlin – Martin-Gropius-Bau, Berlin
- 2003 Zeitgenössisch! Kunst in Berlin – KPM Quartier, Berlin
- 2002 Body Count – Pepperprojects, Berlin
- 1999 Das 20. Jahrhundert, Gesichter der Zeit – Kupferstichkabinett Berlin
- 1999 Rote Liebe – Leinwände – Arbeiten auf Papier – Photographien – Raab Galerie, Berlin
- 1998 German Marks, Postwar Drawings and Prints – Harvard University Museums (Busch Reininger Museum), Boston, USA
- 1998 Echo – Galerie Inga Kondeyne, Berlin
- 1993 Akademie 1993 – Akademie der Künste, Berlin
- 1993 Umbau – Friedrichstraße, Berlin
- 1991 Biennale Venedig, Italien
- 1989 Art in Berlin 1815 to 1989 – High Museum of Art, Atlanta, Georgia, USA
- 1989 Berliner Kunst von 1900 bis 1989 – Gulbankian Stiftung, Lissabon, Portugal
- 1989 25 Jahre Großgörschen – Galerie Poll, Berlin
- 1989 Maschinenmenschen – Neue Gesellschaft für Bildende Kunst in der Staatlichen Kunsthalle Berlin
- 1988 Stationen der Moderne – Berlinische Galerie, Berlin
- 1988 Kunst nach 1945 – Neue Nationalgalerie, Berlin
- 1987 Standort 1987 – Galerie PelsLeusden, Berlin
- 1987 Positionen des Realismus – Galerie Poll, Berlin
- 1985 Representation Abroad – Hirshhorn Museum, Washington D.C., USA
- 1985 Expozitia de Arta Plastica Contemporana din Republica Federala Germania, Rumänien
- 1985 Apokalypse (Ein Prinzip Hoffnung) – Hack Museum, Ludwigshafen
- 1983 Realistische Zeichnungen – Neue Nationalgalerie, Berlin
- 1983 Acht Künstler aus der Bundesrepublik Deutschland, Madrid, Spanien
- 1981 Känsle och Härdhet – Kulturhuset, Stockholm, Schweden
- 1981 Zwischen himmlischer und irdischer Liebe – Galerie Brusberg, Berlin
- 1980 Fünf deutsche Realisten – Toskanische Säulenhalle, Augsburg
- 1980 Forms of Realism Today – Musée d`art contemporain, Montreal, Kanada
- 1980 Realism and Expressionism in Berlin Art, Los Angeles, USA
- 1979 Neue Formen des Realismus, Recklinghausen
- 1979 Neue Formen des Realismus, Warschau
- 1979 Malerei in Berlin von 1970 bis heute, Bonn
- 1978 Zeichnungen von Realisten – Galerie Poll, Berlin – zudem Amersfoort, Niederlande – zudem Paris, Frankreich
- 1978 Als guter Realist muß ich alles erfinden – Kunstverein Hamburg – zudem Badischer Kunstverein, Karlsruhe
- 1978 Biennale der Zeichnung, Sidney, Australien
- 1978 Ugly Realism – The Roundhouse, London, Großbritannien – zudem Glasgow, Schottland – zudem The New School for Social Research, New York City
- 1977/78 Aspekt Großstadt – Berlin, zudem Frankfurt, zudem London, zudem Edinburgh
- 1976 21 Künstler aus Deutschland – Louisiana Museum, Humlebaek, Dänemark
- 1976 Aspects of Realism, Kanada
- 1976 Berlin now, New York City
- 1975 Realismus und Realität – Kunstverein Darmstadt
- 1974 Liebe und Tod – Neue Galerie, Aachen
- 1974 Engagierte Realisten – Nassauischer Kunstverein, Wiesbaden
- 1974 It's a wonderful Life – Galerie Poll, Berlin
- 1973 Mit Kamera, Pinsel und Spritzpistole – Städtische Kunsthalle Recklinghausen
- 1973 FreizeitSituationen – Galerie Poll, Berlin
- 1972/74 Prinzip Realismus – Berlin – zudem München – zudem Oberhausen – zudem Freiburg – zudem Karlsruhe; - zudem Göteborg – zudem Lund – zudem Tromso (Schweden); – zudem Bergen – zudem Oslo (Norwegen)
- 1971 Biennale des Jeunes – Paris
- 1971 Zeitgenössische deutsche Kunst, Tokio – zudem Kyoto, Japan
- 1970 3. Internationale der Zeichnung, Darmstadt
- 1970 Berliner Realisten – Badischer Kunstverein, Karlsruhe
- 1969 Retrospektive Großgörschen 35 – Produzentengalerie Berlin
- 1969 Berliner Künstler – Städtische Kunsthalle Budapest, Ungarn
- 1969 Kunstpreis der Stadt Wolfsburg, Wolfsburg
- 1967 Neuer Realismus – Haus am Waldsee, Berlin
- 1967 Handzeichnungen und Aquarelle der letzten 20 Jahre – Kunstverein Hannover
- 1967 Künstler sehen sich selbst – Galerie Schmücking, Braunschweig
- 1967 Junge Berliner Künstler, Kopenhagen, Dänemark
- 1966 Junge Berliner Künstler – Kunsthalle Basel
- 1966 Berlin 66 – Märkisches Museum, Witten
- 1966 Arte Contemporaneo Allemagne – Museo Moderno, Mexiko-Stadt, Mexiko
- 1966 Deutscher Künstlerbund
- 1965 Kunstpreis Junger Westen – Kunsthalle Recklinghausen
- 1963/69 Junge Stadt sieht junge Kunst, Wolfsburg
- 1963/68 Große Münchner Kunstausstellung, München
- 1963 Skripturale Malerei – Haus am Waldsee, Berlin

## Sammlungen (Auswahl)
- Akademie der Künste, Berlin
- Berlinische Galerie, Berlin
- Karl Ernst Osthaus-Museum
- Kunsthalle zu Kiel
- Märkisches Museum, Witten
- Mumok Museum Moderner Kunst Stiftung Ludwig Wien
- Museum Villa Haiss, Zell am Harmersbach
- n.b.k. Neuer Berliner Kunstverein
- Neue Nationalgalerie, Berlin
- Poll, Berlin
- Sammlung Deutsche Bank, Frankfurt
- Sammlung zeitgenössischer Kunst der Bundesrepublik Deutschland
- Staatliche Museen zu Berlin
- Kunstsammlung Heinrich, Maulbronn

## Auszeichnungen (Auswahl)
- 1981 Deutscher Kritikerpreis
- 1972 Goldmedaille der 3. Biennale Internationale della Grafika, Florenz
- 1971 Stipendium Cité des Arts, Paris
- 1969 Preis der Malerei der Stadt Wolfsburg, Wolfsburg

## Werkdokumentation (Auswahl)

### Porträt (Video)
- Wolfgang Petrick (*1939) – 8 „Gerackert und gesoffen“
- Wolfgang Petrick (*1939) – 11 „Berliner Maler“
- Kunstleben Berlin: Das Universum des Wolfgang Petrick
- Sammlung Falckenberg. Dokumentation zur Ausstellung P(R)unk, 2010/2011, präsentiert von Im Atelier Liebermann, Stiftung Brandenburger Tor
- Wolfgang Petrick über seine Arbeit. VernissageTV, 9. Januar 2007
- 2005 Volkstanz, filmisches Porträt von Walter Lenertz, Asperger Gallery Berlin 2005
- Atelierbesuch bei Bernd Koberling, Wolfgang Petrick und Hans Scheib, Deutschland 2010. Regie: Norbert Wartig (* 1973). Produktion: LNW Film
- Atelierskizzen Wolfgang Petrick, Deutschland 2009. Regie: Norbert Wartig (* 1973). Produktion: LNW Film

### Illustration
- Alaska! Gedichte für Lida. Bora Ćosić, Edition Mariannenpresse, Berlin 2008, ISBN 978-3-926433-45-9.
- Monrovia, mon amour – eine Reise ins Herz der Finsternis. Hans Christoph Buch, Edition Mariannenpresse Berlin 2002, ISBN 3-926433-30-2.